# 壽喜燒

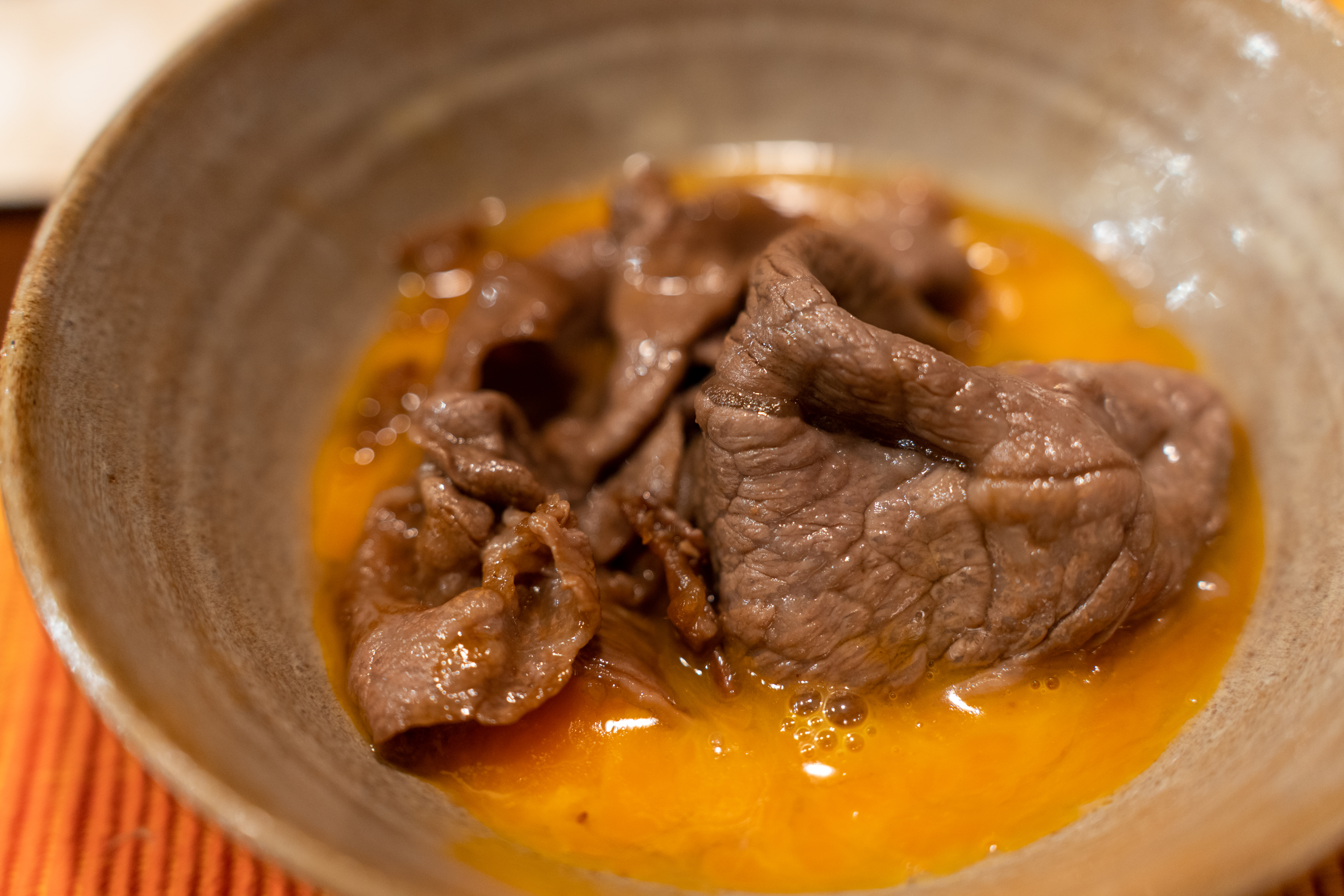
壽喜燒

壽喜燒（日语：／ Sukiyaki），也可翻譯為鋤燒、壽喜鍋，指的是一種甜醬油口味的日式牛肉火鍋。
與其他火鍋最大的不同是，壽喜燒的湯汁只有薄薄的一層，並且要裹生雞蛋液吃。
壽喜燒在日本屬於“鍋物”和“冬季風物詩”中的一種，是庶民層、富裕層都兩相宜的料理，其食用的時間和場合均很自由，一般是全家人圍著壽喜燒的鍋子吃，但也可一個人享用

## 特點
- 食材為薄切牛肉片、茼蒿、冬菇、大葱、豆腐，有條件的也可額外加入金針菇、大白菜、高麗菜、洋蔥、胡蘿蔔、蒟蒻絲、豆皮、麵筋和薄切豬肉片、小型雞肉塊。
- 湯汁可以只有醬油，也可以在此基礎上加入黃砂糖、味醂、日本酒、七味粉等日本的調味料來豐富口味。
- 做法是先在鍋中放入薄薄一層的湯汁，開火加熱，讓湯汁滾熟。再把生的食材放入湯汁中煎，煎熟後，把食材放入生鸡蛋液中快速翻裹，讓食材表面裹滿蛋液後，即可食用。

## 歷史

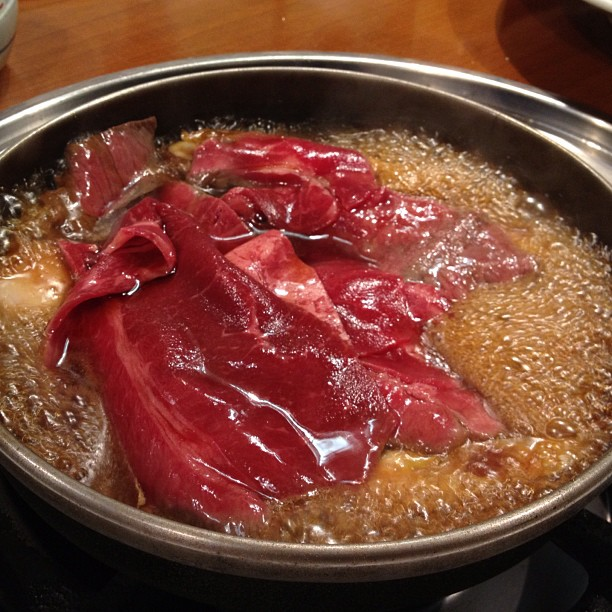

壽喜燒在日文中寫作，其名稱來源於在鋤頭的金屬部分上烤製肉類的傳說，但由於字並非常用漢字，現時一般寫成。近代上海海派西餐餐厅曾音译作司盖阿盖。
由於佛教、神道等各種影響，天武天皇旨禁人民食用獸肉。在德川幕府時期，一般不食牛肉，除生病進補或是除了因為有值得慶祝的日子而吃“壽喜燒”（有點類似于為了慶祝某件事物而吃紅豆飯）。當時的壽喜燒的食材是雞肉，所以又叫雞素燒。自明治維新後，日本人开始逐漸接受牛肉，牛肉进而演變為為壽喜燒的主要食材。

## 外部連結
- （日語）